# Дезэ, Жан-Батист Анри
Жан-Батист Дезэ (встречаются также варианты Десэ и Дэзэ де Кольвиль; фр. Jean-Baptiste Deshays de Colleville) по прозвищу Римлянин (фр. le Romain; 27 ноября 1729, Руан — 10 февраля 1765[…], Париж) — французский живописец.

## Биография
Родился в Кольвиле неподалёку от Руана. Учился живописи сперва в Руане у своего отца, провинциального живописца Жана-Доминика Дезэ, а затем в Париже: сперва у Жана-Батиста Декана, затем у Иасента Коллена де Вермона (ок. 1740—1749) и Жана Ресту 2-го (ок. 1749—1751), который, как и Дезэ, был уроженцем Руана. При этом два учителя Дезэ, Коллен де Вермон и Ресту 2-й, были хорошо знакомы друг с другом: оба они являлись учениками Жана Жувене и создавали картины в том же стиле, в котором потом работал и Дезэ.
В 1750 и 1751 годах Дезэ получил две Римские премии: сначала второй (1750), а затем первой (1751) степени. После этого, с 1751 по 1754 год, он дополнительно оттачивал свои навыки в мастерской Карла ван Лоо, и только в 1754 году отправился в Рим за казённый счёт, на что имел право как лауреат Римской премии, и оставался в этом городе вплоть до 1757 года. К 1758 году Дезэ вернулся в Париж, где женился на младшей дочери художника Франсуа Буше (на его старшей дочери был женат Пьер Антуан Будон), а уже через год стал академиком (действительным членом) Королевской академии живописи и скульптуры.
В Париже Жан-Батист Дезэ имел мастерскую и нескольких учеников, среди которых выделялся Франсуа Гийом Менажо. Он четырёхкратно выставлял свои работы на Парижском салоне.
Жан-Батист Дезэ скончался в Париже, не дожив даже до сорока лет, в 1769 году. Коллекциями его работ сегодня располагают Лувр и Музей изящных искусств Руана, кроме того, работы Дезэ хранятся и в ряде других музеев, как во Франции, так и за её пределами.

## Галерея
- Обезьяна-живописец. Музей изящных искусств Руана
- Труп Гектора на берегу реки Ксанф. Музей Фабра, Монпелье
- Галантные сценки (приписывается). Частное собрание
- Пасторальная сцена. Музей изящных искусств Марселя
- Пасторальная сцена. Музей Нортона Саймона, Пасадина, Калифорния, США.
- Пасторальная сцена. Музей Нортона Саймона
- Проповедь святого Дени. Музей изящных искусств Нима.
- Бегство в Египет, эскиз (масло, бумага), Лувр.
- Галантная сцена.